# Linothele monticolens
Espèce
Synonymes
- Diplura monticolens Chamberlin, 1916

Linothele monticolens est une espèce d'araignées mygalomorphes de la famille des Dipluridae.

## Distribution
Cette espèce est endémique du Pérou. Elle se rencontre vers Huadquina.

## Description
La femelle holotype mesure 8,4 mm.

## Systématique et taxinomie
Cette espèce a été décrite sous le protonyme Diplura monticolens par Chamberlin en 1916. Elle est placée dans le genre Linothele par Raven en 1985.

## Publication originale
- Chamberlin, 1916 : « Results of the Yale Peruvian Expedition of 1911. The Arachnida. » Bulletin of the Museum of Comparative Zoology, vol. 60, no 6, p. 177-299 (texte intégral).